# Vico (marque)
Pour les articles homonymes, voir Vico.
Vico est une coopérative française appartenant au groupe international Intersnack, et une marque commerciale sous laquelle elle commercialise ses produits apéritif.
L'entreprise a été fondée en 1955 à Vic-sur-Aisne, dans le département de l'Aisne sous la forme d'une coopérative, d'où son nom de Vico. 
En 1998, elle rejoint le groupe allemand Intersnack. L'usine de fabrication et le siège de la société se trouvent à Montigny-Lengrain près de Vic-sur-Aisne.

## Historique
Vico est créée en 1955 à Vic-sur-Aisne en Picardie, de la volonté commune des agriculteurs picards (famille Ferté), de former une coopérative dans le but de mutualiser les productions de pommes de terre. Cette coopérative, basée à Vic-sur-Aisne en Picardie, va très vite proposer de nouveaux produits à base de pomme de terre et se nommer Vico.
En 1969, Vico lance ses premières purées de pomme de terre déshydratées. En 1982, Vico commercialise sur le marché français les produits Apérifruits, qui propose des mélanges variées, de graines et fruits séchées. En 1988, Vico commercialise des chips à base de pommes, les chips Croustipom.
En 1995, Monster Munch voit le jour et propose des chips en forme de fantômes. En 1998, Vico est racheté par le second fabricant européen des produits salés apéritifs, Intersnack. En 2007, c'est au tour de Lorenz Bahlsen de rejoindre le groupe, avec ses marques Curly et Baff, et son usine de Noyon. Cette dernière est fermée l'année suivante et sa production transférée sur le site de Vic-sur-Aisne. La même année, Intersnack France crée un partenariat fort avec la société Benoit SNC, spécialiste des graines (cacahuètes, amandes, noisettes, pistaches, cajou ...). 
En 2011, la marque Vico se modernise et devient une « marque-ombrelle »  pour tous les produits (chips, graines, biscuits, purées, croûtons..) commercialisés par la filiale française du groupe Intersnack France.
Depuis sa création, Vico a eu pour slogan « le Roi de la pomme de terre » pour passer au « Roi de l'apéritif », sa mascotte  redessinée abandonne son chapeau de frites pour un stetson et son identité visuelle est redéfinie par l'agence Nude Design Management,.

## Gammes
La marque Vico commercialise différentes sortes de produits apéritifs :
- Chips (La Classique, La gourmande, La Légère, les chips Tradition, les Chips Kettle Cooked, Extra craquantes, les chips À l'ancienne, les chips nature ondulées notamment sous le nom "La vicoise de Picardie" , les chips aromatisées ondulées)
- Snacks (Curly, Monster Munch, Hula Hoops (en)...)
- Graines (Cacahuètes, Cajou, Pistaches, Amandes, Noisettes, Mélanges de graines nobles...)
- Biscuits (Croustillants)
- Purées (Nature, À l'ancienne)
- Croûtons (Nature, Ail, Oignons, Fromage, Blé Complet, Huile d'olive, Minis dés pour la salade). Les croûtons sont arrêtés à la suite d'une restructuration du groupe pour se concentrer sur les autres produits